# Scenopinus breviterminus
Scenopinus breviterminus är en tvåvingeart som beskrevs av Kelsey 1969. Scenopinus breviterminus ingår i släktet Scenopinus och familjen fönsterflugor. Inga underarter finns listade i Catalogue of Life.